# ألبرت حوراني
ألبرت حبيب حوراني (بالإنجليزية: Albert Habib Hourani)‏ (1334 - 1414 هـ / 1915 - 1993 م) هو مؤرخ إنكليزي من أصل لبناني متخصص في تاريخ العرب والشرق الأوسط.

## النشأة
ولد ألبرت حوراني في مدينة مانشستر الإنكليزية وهو ابن فضلو عيسى الحوراني وسمية الراسي، من بلدة إبل السقي. هاجر أبواه من مرجعيون التي تقع اليوم في جنوب لبنان. اعتنق أفراد العائلة المذهب المشيخي بعد أن كانوا رومًا أرثوذكس، على أن ألبرت نفسه اتبع المذهب الكاثوليكي عند بلوغه.
حاول والده إدراجه في مدرسةٍ عامة، ولكنها لم تسمح بذلك لأنها «لا تقبل الأجانب»، فما كان من والده إلا أن أسس مدرسة صغيرة لتدريس ابنه وأطفال آخرين من عوائل مهاجرة. درس ألبرت في هذه المدرسة إلى سن الرابعة عشر، ثم انتقل إلى أكسفورد ودرس الفلسفة والسياسة والاقتصاد والتاريخ في جامعتها بكلية مريم المجدلية. تخرج عام 1936 وكان الأول على دفعته.
التحق بالجامعة الأمريكية ببيروت، فدّرس العلوم السياسية والتاريخ بين سنتيّ 1937 و1939، وعاد إلى بريطانيا مع اندلاع الحرب العالمية الثانية، فعمل في وزارة الخارجية، ثم في المكتب العربي، كما عمل أستاذًا لمادة تاريخ الشرق الأوسط الحديث في جامعة أكسفورد حتى تقاعده عام 1979. درَّس أيضًا في جامعات شيكاغو وبنسيلفانيا وهارفرد.

## أعماله
يعتبر كتاب «تاريخ الشعوب العربية» أهم وأشهر أعمال الحوراني. وقد نشر لأول مرة عام 1991 فلاقى رواجًا كبيرًا. وقد ترجم كريم عزقول الكتاب ونشر من قبل دار النهار في بيروت.
كتابه الشهير الآخر هو «الفكر العربي في عصر النهضة: 1798 - 1939» ترجمه أيضا كريم عزقول ونشر من قبل دار نوفل في بيروت. وقد حاول حوراني في هذا الكتاب إلقاء الضوء على تاريخ العرب في عصر النهضة من خلال سرد أفكار وآراء أهم شخصيات ذلك العصر كالطهطاوي وخير الدين التونسي والأفغاني وشبلي الشميل وفرح أنطون ومحمد عبده ورشيد رضا وطه حسين. والكتاب يعرض من خلال تلك الشخصيات الانطباع الأول لدى العرب عن أوروبا ومن ثم ولادة الحركات القومية والعلمانية والإسلامية في ذلك الزمن. ومن كتبه أيضا: «سوريا ولبنان» (نشرت عام 1946) و«الأقليات في العالم العربي» (نشرت عام 1947) و«الإسلام في الفكر الأوربي».